# Lew Wallace

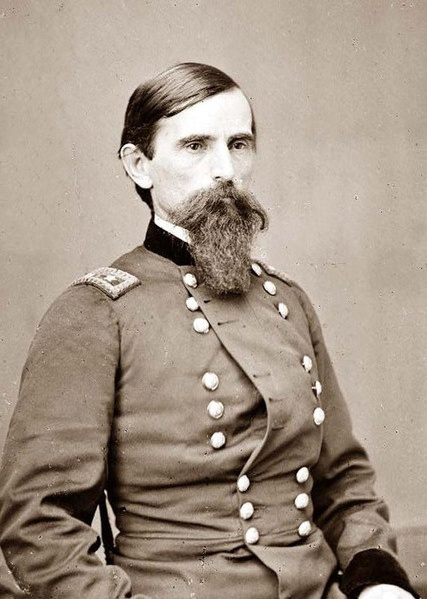
Lew Wallace als Soldat während des Sezessionskrieges

Lewis „Lew“ Wallace (* 10. April 1827 in Brookville, Franklin County, Indiana; † 15. Februar 1905 in Crawfordsville, Indiana) war ein US-amerikanischer Rechtsanwalt, General, Politiker und Schriftsteller, vor allem bekannt durch seinen Roman Ben Hur.

## Frühe Jahre und Aufstieg
Lew Wallace entstammte einer bekannten Familie aus Indiana. Sein Vater war Absolvent der US-Militärakademie in West Point und Vizegouverneur von Indiana gewesen. Seine Mutter war eine bekannte Frauenrechtlerin. Lewis besuchte für einige Zeit die Wabash Preparatory School. Später studierte er Jura.
Beim Ausbruch des Mexikanisch-Amerikanischen Krieges war er Leutnant in einem Infanterieregiment. Dabei war aber er selbst nicht in Kampfhandlungen verwickelt. Im Jahr 1849 wurde er als Rechtsanwalt zugelassen. 1850 trat Wallace dem Bund der Freimaurer bei, seine Loge Fountain Lodge No. 60, ist in Covington (Indiana) ansässig. 1856 wurde er in den Senat von Indiana gewählt. Während des Bürgerkrieges diente er als Offizier im Unionsheer und wurde zum Generalmajor befördert. Er kommandierte 1864 während der Schlacht von Monocacy die Truppen, die Washington gegen den Angriff von General Jubal Early verteidigten. Nach dem Krieg gehörte er dem Militärtribunal an, das die Attentäter von Präsident Abraham Lincoln aburteilte. Im November 1865 schied er aus der Armee aus.

## Territorialgouverneur von New Mexico
Nach dem Krieg war er von 1878 bis 1881 Gouverneur des damaligen New-Mexico-Territoriums. Während dieser Zeit musste er das Land, das unter seinem Vorgänger Samuel Beach Axtell eine Periode der Gewalt und Korruption erlebt hatte, wieder in Ordnung bringen. Außerdem war er an Ermittlungen gegen den bekannten Revolverhelden Billy the Kid beteiligt.

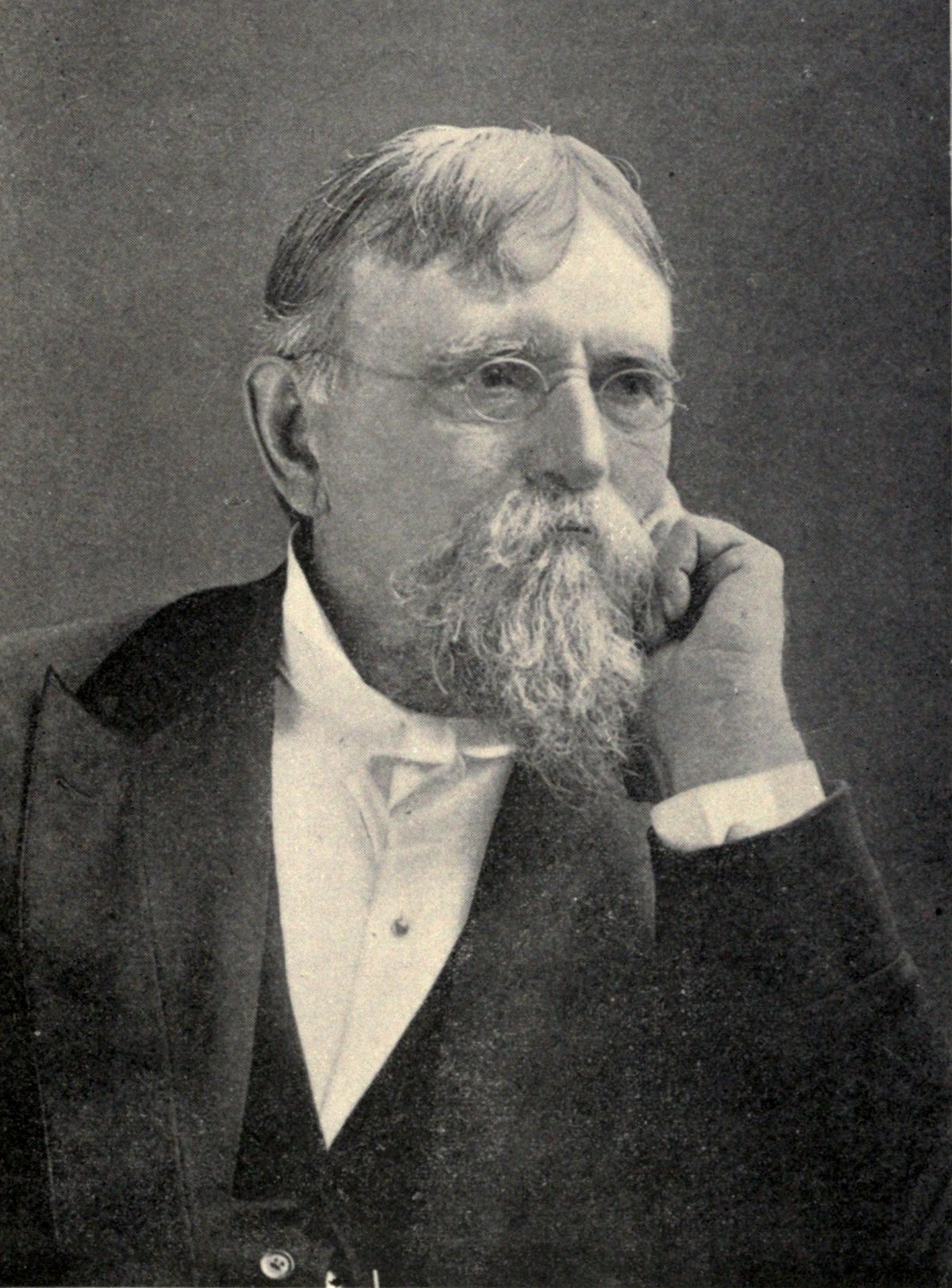
Lew Wallace in späteren Jahren

## Weiterer Lebenslauf
Nach seiner Zeit in New Mexico war Wallace zwischen 1881 und 1885 Gesandter der USA im Osmanischen Reich. Während der Präsidentschaftswahl 1888 schrieb er die damals im Wahlkampf obligatorische Kandidatenbiographie über seinen Freund Benjamin Harrison, den Präsidentschaftskandidaten der Republikaner. Er starb im Jahr 1905 in seinem Heimatort Crawfordsville an Krebs. Seinen größten Bekanntheitsgrad erreichte Wallace aber weder als Politiker noch als Soldat, sondern als Schriftsteller. Er war der Autor des Bestsellers Ben Hur.

### Entstehung des RomansBen Hur
Eines Tages hatte Wallace ein Gespräch mit einem Stabsoffizier, der sich über Gott, Glauben und Christen lustig machte und darüber spottete. Wallace, der damals noch nicht gläubig war, kam ins Nachdenken und entschloss sich, alles, was mit der Bibel, Jesus Christus und dem Glauben zu tun hatte, ausgiebig zu erforschen.
Später schrieb Wallace, dass seine Begegnung mit dem spöttelnden Colonel zwei Folgen hatte: Zum einen das 1880 veröffentlichte Buch Ben Hur, zum anderen seine Hinwendung zu Gott und Jesus Christus.
Das Buch wurde ein Bestseller und zum Prototyp des historischen Romans. Nur die Bibel wurde im 19. Jahrhundert öfter gedruckt als Ben Hur, der insbesondere durch seine Verfilmungen noch heute bekannt ist, während Wallace’ andere Werke praktisch vergessen sind.

## Werke
- The Fair God; or, The Last of the 'Tzins: A Tale of the Conquest of Mexico (Boston: James R. Osgood and Company), 1873; deutsch, Berlin 1891.
- Commodus: An Historical Play (Crawfordsville, IN: privat vom Autor veröffentlicht), 1877. (Überarbeitet und neu herausgegeben im gleichen Jahr)
- Ben Hur (New York: Harper & Brothers), 1880; deutsch, Stuttgart 1887.
- The Boyhood of Christ (New York:  Harper & Brothers), 1888; deutsch, Berlin 1891.
- Life of Gen. Ben Harrison (bound with Life of Hon. Levi P. Morton, by George Alfred Townsend), (Cleveland:  N. G. Hamilton & Co., Publishers), 1888.
- Life of Gen. Ben Harrison (Philadelphia:  Hubbard Brothers, Publishers), 1888.
- Life and Public Services of Hon. Benjamin Harrison, President of the U.S. With a Concise Biographical Sketch of Hon. Whitelaw Reid, Ex-Minister to France [by Murat Halstad] (Philadelphia:  Edgewood Publishing Co.), 1892.
- The Prince of India; or, Why Constantinople Fell (New York:  Harper & Brothers Publishers), 2 Bde., 1893; deutsch unter dem Titel Der Prinz von Indien, 2 Bde., Freiburg 1894.
- The Wooing of Malkatoon [and] Commodus (New York:  Harper and Brothers Publishers), 1898.
- Lew Wallace:  An Autobiography (New York:  Harper & Brothers Publishers), 2 Bde., 1906.